# Cooperación reforzada
La cooperación reforzada es un mecanismo dentro del avance de la Unión Europea que nace a consecuencia de la diversidad de sensibilidades, objetivos y prioridades dentro de la misma. Actualmente se encuentra regulado, tras la aprobación del Tratado de Lisboa, en un único artículo: el número 20, Título IV Del Tratado de la Unión Europea. Este artículo condensa los antiguos artículos 27 A a 27 E, 40 a 40 B y 43 a 45 TUE y antiguos artículos 11 y 11 A TCE.

## Historia
Ya desde los años 70 y 80 empezó a cuajar la idea de que no se podía impedir a los Estados miembros de las Comunidades Europeas que quisieran avanzar más pudieran hacerlo sin inconveniente ninguno.
La inicial concepción derivada del Tratado de Maastricht fue una "Europa a la carta". Esto produjo que, por un lado, Reino Unido se quedara al margen de los avances que se realizaban en materia social y permitió también que el Reino Unido, de nuevo y Dinamarca se quedaran al margen de la Tercera fase de la Unión Económica Monetaria que implantó como moneda única el euro.
En el Tratado de Ámsterdam se vuelve a tratar el asunto eliminando la "Europa a la carta" e instaurando la "Cooperación Reforzada". La Cooperación Reforzada, como tal, responde a unos mismos objetivos pero con una flexibilización de la puesta en marcha por parte de los Estados.
Hoy la cooperación reforzada se encuentra regulada en el art. 20 TUE y en los arts. 326 a 334 TFUE.

## Requisitos
Para que los Estados puedan iniciar la acción de cooperación reforzada se requieren las siguientes condiciones:
- Tender a favorecer la realización de los objetivos de la Unión y a preservar sus intereses.
- Respetar los principios de los Tratados y el marco institucional único de la Unión.
- Utilizarse exclusivamente como último recurso.
- Afectar como mínimo a 9 Estados miembros.
- No afectar ni al acervo comunitario ni a las medidas adoptadas en virtud de otras disposiciones de los Tratados.
- No afectar a las competencias, derechos, obligaciones ni intereses de los Estados miembros que no participan en ella.
- Estar abierta a todos los Estados miembros y permitirles unirse en todo momento siempre que respeten la decisión inicial y sus consiguientes decisiones.